# Себаи, Сенин
Сенин Ясинт Себаи (фр. Senin Hyacinthe Sebai; род. 18 декабря 1993, Абиджан) — ивуарийский футболист, нападающий казахстанского клуба «Кызыл-Жар».

## Карьера
На родине выступал за команду «Эгнанда де Зарану». В 2014 году вместе с группой игроков из Кот-д’Ивуара перешёл в молдавский клуб «Саксан». Дебютный матч в чемпионате Молдавии сыграл 26 июля 2014 года против «Милсами» и в нём же забил свой первый гол. Всего за половину сезона принял участие в 14 матчах чемпионата Молдавии и забил 4 гола. Весной 2015 года играл за клуб «Астра» в высшем дивизионе Румынии, но не смог стать основным игроком и провёл только 3 матча.
С лета 2015 года выступал в чемпионате Белоруссии за команду «Слуцк». Всего в чемпионате провёл 32 матча и забил 7 голов, а в Кубке Белоруссии в сезоне 2016/17 стал полуфиналистом. Был на просмотре во многих клубах стран СНГ, в том числе в азербайджанской «Габале» и казахстанском «Иртыше». Не выступал за «Слуцк» в первой половине сезона-2016, так как искал себе новый клуб, но потом всё же вернулся в Белоруссию.
С сезона 2017/18 выступал за калининградскую «Балтику», играющую в ФНЛ. 8 июля 2017 года забил гол в своём дебютном матче в ворота «Тюмени». По итогам сезона 2017/18 с 10 голами в 31 игре стал лучшим бомбардиром команды, но и заработал 5 жёлтых и три красных карточки.
В июне 2018 года перешёл в клуб «Тамбов». За осеннюю часть первенства ФНЛ забил 8 голов в 20 играх и помог клубу выиграть первую часть чемпионата. Но и снова заработал 5 жёлтых и одну красную карточку за полсезона.
2 февраля 2019 перешёл в казахстанский клуб «Тобол» Костанай, так как в контракте игрока имелся пункт, согласно которому он мог уйти в команду, участвующую в еврокубках. Сумма отступных «Тамбову» составила 50 000 долларов.
24 декабря 2020 года подписал двухлетний контракт с клубом «Химки». Провёл за футбольный клуб 14 матчей, не отметившись результативными действиями.
7 сентября 2021 года игрок перешёл в «Ахмат», подписав контракт на один год, с возможностью продления ещё на год.
18 мая 2022 года агент игрока сообщил, что футболист после окончания сезона перейдёт в клуб из израильской Премьер-лиги.

## Достижения
«Тобол» Костанай
- Серебряный призёр чемпионата Казахстана: 2020